# آرمیستید تی. میسون
آرمیستید تی. میسون (به انگلیسی: Armistead T. Mason) سناتور سابق عضو حزب دموکرات-جمهوری‌خواه بود. وی در سال ۱۸۱۶ تا ۱۸۱۷ میلادی سناتور ایالت ویرجینیا در سنای ایالات متحده آمریکا بود.